# 30. oklepna brigada (ZDA)
30. oklepna brigada (samostojna) (izvirno angleško 30th Armored Brigade (Seperate)) je bila oklepna brigada Kopenske vojske Združenih držav Amerike.

## Odlikovanja
- Croix de Guerre s palmo (FRANCE)
- Fourragere
- Predsedniška omemba enote
- Meritorious Unit Commendantion
- Croix de Guerre s srebrno zvezdo (SCHERPENSELL)